# Décembre 1915 (guerre mondiale)
Novembre 1915 - décembre 1915 - janvier 1916
- 2 décembre : 
  - Au terme de 12 jours de combat, les Italiens mettent un terme à leurs assauts sur l'Isonzo, ayant perdu 49 500 hommes pour des résultats minimes.
  - Retraite des troupes alliées en direction de Salonique après leurs échecs dans la vallée du Vardar.
  - Nomination par décret de Joffre commandant en chef de toutes les armées françaises en Europe.

- 4 décembre : 
  - Début des mouvements de retraite des unités alliées bloquées par les troupes bulgares dans la vallée du Vardar[1].
  - Conférence de Calais : la France et la Grande-Bretagne étudient les changements stratégiques induits par l'écroulement de la Serbie.
  - Arrivée à Scutari du corps diplomatique allié affecté en Serbie[2].

- 6 décembre : 
  - Conférence de Chantilly : les Alliés mettent en place une planification stratégique pour l'année 1916.

- 7 décembre : 
  - Début du siège de Kut-el-Amara : les unités britanniques sont assiégées par l'armée ottomane.

- 12 décembre :
  - Premier vol du Junkers J 1, premier avion entièrement métallique.
  - Création d'une mission militaire française avec mandat de réorganiser l'armée serbe en déroute[3].

- 13 décembre : 
  - Retraite des unités alliées sur le territoire grec[1].

- 20 décembre : 
  - Évacuation totale des baies d'Anzac et de Sulva par les troupes alliées engagées dans les Dardanelles.

- 26 décembre : 
  - Proposition d'Aristide Briant pour l'évacuation de l'armée serbe en déroute : Les soldats serbes doivent être évacués par la flotte française vers Bizerte[4].

- 27 décembre : 
  - Déclaration du président du conseil français, Aristide Briand, affirmant le soutien du gouvernement à la Serbie pour la réalisation de ses buts de guerre.